# Cinnamomum rufotomentosum
Cinnamomum rufotomentosum K.M.Lan – gatunek rośliny z rodziny wawrzynowatych (Lauraceae Juss.). Występuje naturalnie w południowych Chinach – w południowo-zachodniej części prowincji Kuejczou. 

## Morfologia
PokrójZimozielone drzewo. Młode pędy są silnie owłosione i mają czerwonawą barwę.
LiścieNaprzemianległe. Mają kształt od eliptycznego do eliptycznie odwrotnie jajowatego. Mierzą 15–16,5 cm długości oraz 4–5 cm szerokości. Są nagie, skórzaste. Nasada liścia jest klinowa. Blaszka liściowa jest o wierzchołku od ostrego do spiczastego. Ogonek liściowy jest nagi, ma czerwonawą barwę i dorasta do 20–29 mm długości.
KwiatySą niepozorne, obupłciowe, owłosione, zebrane w silnie rozgałęzione wiechy o owłosionych i brązowoczerwonawych osiach, rozwijają się w kątach pędów lub na ich szczytach. Kwiatostany dorastają do 5,5–8,5 cm długości.
OwoceMają jajowaty kształt, osiągają 8 mm długości i 5 mm szerokości.

## Biologia i ekologia
Owoce dojrzewają od maja do czerwca.